# Beate Mainka-Jellinghaus
Beate Mainka-Jellinghaus (* 27. Juli 1936 in Vogtsdorf bei Oppeln, heutiges Polen) ist eine deutsche Filmeditorin.

## Leben
Die Tochter des Bankbeamten Georg Mainka und seiner Ehefrau Hildegard, geborene Farbowski lebte seit der Flucht aus der Heimat ab 1945 mit ihren Eltern in Ansbach. Von 1946 bis 1951 erhielt sie Ballettunterricht und besuchte nach der mittleren Reife 1952 eine private Filmschule in Wiesbaden, wo sie zur Schnittmeisterin ausgebildet wurde.
Sie praktizierte fünf Monate in einem Kopierwerk und begann als Schnittassistentin bei der Herstellung von Kurz-Dokumentarfilmen. Seit 1955 lebte sie in München, wo sie bei der Bavaria Film als zweite Assistentin der Schnittmeisterin Anna Höllering an mehreren Spielfilmen beteiligt war. Oskar Werners einzige Filmregie (unter dem Pseudonym „Erasmus Nothnagel“), die Fernsehproduktion Ein gewisser Judas, wurde 1958 zu ihrer ersten eigenverantwortlichen Arbeit als Schnittmeisterin.
1959 lernte sie Edgar Reitz kennen, für den sie einige frühe Kurz-Dokumentarfilme bearbeitete. Reitz vermittelte sie an Alexander Kluge, mit dem sie jahrelang zusammenarbeitete und bedeutende Filme des Neuen Deutschen Films wie Abschied von gestern und Die Artisten in der Zirkuskuppel: ratlos realisierte. Über den Schnitt hinaus beteiligte sie sich regelmäßig auch an der Gesamtkonzeption der Filme. Auch mit Werner Herzog verband sie eine langjährige Zusammenarbeit. Zwischen 1968 und 1986 arbeitete sie an zwanzig seiner Filme mit, darunter Aguirre, der Zorn Gottes und Fitzcarraldo.
An der Hochschule für Gestaltung Ulm unterstützte sie Studenten und Diplomanden bei der Filmmontage. Als die Phase des Neuen Deutschen Films zu Ende ging, zog sie sich aus Desinteresse an weiteren Filmprojekten in das Privatleben zurück.

## Filmografie
- 1958: Ein gewisser Judas
- 1959: Krebsforschung (2 Teile)
- 1960: Baumwolle
- 1960: Yucatan
- 1961–63: Vorsicht Kamera
- 1964: Porträt einer Bewährung
- 1966: Ski-Faszination
- 1966: Abschied von gestern
- 1967: Frau Blackburn, geb. 5. Jan. 1872, wird gefilmt
- 1967: Die Kinder (Kurzfilm)
- 1967: Mahlzeiten
- 1968: Feuerlöscher E. A. Winterstein
- 1968: Letzte Worte (Kurzfilm)
- 1968: Lebenszeichen
- 1968: Die Artisten in der Zirkuskuppel: ratlos
- 1969: Maßnahmen gegen Fanatiker
- 1969: Die fliegenden Ärzte von Ostafrika
- 1970: Die unbezähmbare Leni Peickert
- 1970: Auch Zwerge haben klein angefangen
- 1971: Behinderte Zukunft
- 1971: Der große Verhau
- 1971: Land des Schweigens und der Dunkelheit
- 1972: Willi Tobler und der Untergang der 6. Flotte
- 1972: Aguirre, der Zorn Gottes
- 1973: Besitzbürgerin, Jahrgang 1908
- 1973: Die Reise nach Wien
- 1973: Gelegenheitsarbeit einer Sklavin
- 1974: Die große Ekstase des Bildschnitzers Steiner
- 1974: Jeder für sich und Gott gegen alle / Kaspar Hauser – Jeder für sich und Gott gegen alle
- 1974: In Gefahr und größter Not bringt der Mittelweg den Tod
- 1976: How much Wood would a Woodchuck chuck… – Beobachtungen zu einer neuen Sprache
- 1976: Herz aus Glas
- 1977: Stroszek
- 1977: La Soufrière – Warten auf eine unausweichliche Katastrophe
- 1978: Deutschland im Herbst
- 1979: Die Patriotin
- 1979: Nosferatu – Phantom der Nacht
- 1979: Woyzeck
- 1980: Glaube und Währung – Dr. Gene Scott, Fernsehprediger
- 1980: Der Kandidat
- 1982: Das gewöhnliche Leben der Menschen aus A.
- 1982: Fitzcarraldo
- 1982: Krieg und Frieden
- 1983: Auf der Suche nach einer praktisch-realistischen Haltung
- 1983: Die Macht der Gefühle
- 1983: Biermann-Film
- 1984: Wo die grünen Ameisen träumen
- 1986: Vermischte Nachrichten

## Auszeichnungen
- 1975: Filmband in Gold (Schnitt) für Jeder für sich und Gott gegen alle und In Gefahr und größter Not bringt der Mittelweg den Tod
- 1978: Filmband in Gold (Filmkonzeption) für Deutschland im Herbst im Team